# Viatcheslav Eingorn
Cet article utilise la notation algébrique pour décrire des coups du jeu d'échecs.
Viatcheslav (Vereslav) Eingorn est un joueur d'échecs soviétique puis ukrainien né le 23 novembre 1956 à Odessa. Grand maître international à partir de 1986, il fut deuxième du championnat d'URSS en 1987 et 1989.

## Carrière
Viatcheslav Eingorn devint champion d'Odessa en 1977 et 1979. Il remporta les tournois de
- Minsk 1983,
- Bor (Russie) 1985 et 1986 ;
- Moscou 1985 et 1986 ;
- Belgrade 1986.

En 1984, il finit troisième du  championnat d'URSS 1984. 
En 1986, il termina premier ex æquo du deuxième open de Cappelle-la-Grande et obtint un classement Elo de 2570 et fut classé 24e joueur mondial en juillet 1986. Il atteint un classement Elo de 2600 en juillet 1988.
Eingorn participa au tournoi interzonal de Zagreb 1987 où il termina neuvième et fut éliminé de la course au championnat du monde d'échecs 1990.
Les années suivantes, il finit 2e-7e du championnat d'URSS 1987, puis 2e-5e du championnat d'URSS 1989. Il remporta les tournois de Berlin 1990 et 1991 et de Metz 1991.
En 1989, Eingorn fit partie de l’équipe d'URSS qui remporta le championnat d'Europe d'échecs des nations à Haïfa. Après la dissolution de l'Union soviétique en 1991, Eingorn fut membre de l'équipe d'Ukraine aux olympiades de 1992, 2000 et 2002. Il termina deuxième du championnat d'Europe des nations en 1992 avec l'Ukraine.
Il remporta avec l'Ukraine le championnat du monde par équipe en 2001.
Il participa au championnat du monde FIDE 2001-2002 et fut éliminé au premier tour par Krishnan Sasikiran.
Viatcheslav Eingorn a entraîné l'équipe féminine d'Ukraine qui a remporté l'olympiade d'échecs de 2006.

## Publications
Eingorn a publié plusieurs livres sur les ouvertures et la stratégie : 
- La Défense française expliquée, Olibris, 2008,traduction de (en)Chess Explained: The French Defense paru la même année
- (en), Decision-Making at the Chessboard, Gambit, 2003
- (en), Creative Chess Opening Preparation, Gambit, 2006,
- (en) A Rock-Solid Chess Opening Repertoire for Black, Gambit, 2012,

## Une partie
Viatcheslav Eingorn-Vladimir Malaniouk, Bakou, 1979
1. d4 Cf6 2. c4 g6 3. Cc3 d5 4. Cf3 Fg7 5. cxd5 Cxd5 6. e4 Cxc3 7. bxc3 c5 8. Tb1 0-0 9. Fe2 b6 10. 0-0 Fb7 11. Dd3! cxd4 12. cxd4 e6?! (12...Fa6) 13. Fg5 Dd6 14. De3 Cd7?! (14...Cc6) 15. Tfd1 Tfc8 16. Fb5! Tc2 17. Fa4! Txa2 18. e5 Dd5 19. Fb3 Da5 20. d5! Fxd5 21. Fxd5 exd5 22. e6 Cf6 23. exf7+ Rxf7 24. Tbc1! Le reste de la partie est sans annotation : c'est un gain technique 24...Te8 25. Tc7+ Rf8 26. Dc1 Ch5 27. Fh6 Da4 28. Tf1 Tae2 29. Fxg7+ Cxg7 30. Dg5 T2e6 31. Dxd5 De4 32. Da2 h6 33. Dxa7 Ta8 34. Tf7+ 1-0.